# Kiekeröbeek
Kiekeröbeek (Zweeds – Fins: Kiekeröoja) is een beek, die stroomt in e Zweedse  gemeente Pajala. De rivier verzorgt de afwatering van het Kiekerömeer. Ze stroomt naar het noordoosten en levert na circa vijf kilometer haar water in bij de Aljunrivier.
Afwatering: Kiekeröbeek → Aljunrivier → Merasrivier → Muonio → Torne → Botnische Golf